# Genska konverzija
Genska konverzija je proces kod kojeg se odsječak genskog materijala kopira s jednog kromosoma na drugi, a da se pritom kromosom koji daje ne mijenja.
Genska je konverzija visoke učestalosti na aktualnom mjestu gdje se zbiva rekombinacija tijekom mejoze. Proces je kojim se sekvencija DNK kopira s jedne uzvojnice DNK (koja ostaje nepromijenjena) na drugu uzvojnicu DNK, čija se sekvencija mijenja. Genska je konverzija često bila proučavana kod gljiva. gdje se četiri proizvoda pojedinih mejoza mogu pogodno promatrati. Događaji genske konverzije može se razlikovati kao devijacije u pojedinačnoj mejozi od normalnog uzorka segregacije 2:2 (npr. uzorak 3:1).